# Liste der chinesischen Botschafter in Deutschland
Dies ist die Liste der chinesischen Botschafter in Deutschland. Der erste Gesandte, den das Kaiserreich China nach Berlin entsandte, war von 1877 bis 1878 Liu Xi-Hong.

## Gesandte des Kaiserreichs China (1877–1911)
Der erste Gesandte des kaiserlichen China, der in Berlin die Interessen der Qing-Dynastie vertrat, kam aus London und überreichte am 28. November 1877 dem deutschen Kaiser Wilhelm I. sein Beglaubigungsschreiben. Bis zum Ende der Herrschaft der Qing-Dynastie gab es in Berlin elf chinesische Gesandte:
1. LIU, Xi-Hong (1877–1878)[1]
2. LI, Feng Bao (1879–1884)[1]
3. XU, Jing Cheng (1884–1887)[1]
4. HONG, Jun (1887–1890)[1]
5. XU, Jing Cheng (1890–1897)[1]
6. LÜ, Haihuan (1898–1901)[1]
7. YIN-Chang (1901–1905)
8. YANG, Sheng (1905–1907)
9. SUN, Bao Qi (1907–1908)
10. YANG, Sheng (1908–1909)
11. YIN-Chang (1909)
12. LIANG, Cheng (1910–1913)[1]

## Botschafter der Republik China (1913–1941)
Die chinesische Gesandtschaft Berlin am Kurfürstendamm 218 war 1910 eingerichtet worden und wurde am 18. Mai 1935 in eine Botschaft aufgewertet. Besondere Bedeutung erlangte die Vertretung in der Zeit der zeitweisen intensiveren Chinesisch-Deutschen Kooperation in diesen Jahren.
| Ernannt / Akkreditiert | Name                                         | Bemerkung | ernannt von     | akkreditiert bei               | Posten verlassen |
| ---------------------- | -------------------------------------------- | --- | --------------- | ------------------------------ | ---------------- |
| 2. Apr. 1913           | Yen Hiu-ching                                | | Yuan Shikai     | Wilhelm II. (Deutsches Reich)  | 14. März 1917    |
| 14. Aug. 1917          | Kriegserklärung Chinas an das Deutsche Reich | Schutzmacht Dänemark | Yuan Shikai     | Wilhelm II. (Deutsches Reich)  | 29. Nov. 1921    |
| 29. Nov. 1921          | Wei Chenzu                                   | Wei Chen-Isu, Sun Chou wei, Sunchou Wei, Sun cho-wei, Wei Suntchow, Wei Chen-tsu (* 1885) 1910 Gesandtschaftsattaché in Berlin, residierte nicht ständig am Kurfürstendamm 218 und war gleichzeitig in Wien akkreditiert.                                                                                                 | Xu Shichang     | Constantin Fehrenbach          | 1929             |
| 1929                   | Jiang Zuobin                                 | Tsiang Tso-ping (* 1884; 1942) General aus Hupeh, 1929 Chinesischer Gesandter in Berlin | Chiang Kai-shek | Hermann Müller (Reichskanzler) | 14. Jan. 1932    |
| 14. Jan. 1932          | Liu Wentao                                   | Liu Von-tao (* 1893; 1967) Militär aus Hupeh, ab 1934 Botschafter in Rom. | Chiang Kai-shek | Kabinett Papen                 | 1934             |
| 1934                   | Liu Chongjie                                 | (* 1880) | Chiang Kai-shek | Kabinett Hitler                | 1936             |
| 1936                   | Cheng Tianfang                               | Chengs Memoiren erschienen in den späten 1960er-Jahren in Taiwan. | Chiang Kai-shek | Kabinett Hitler                | 1938             |
| 1938                   | Chen Jie                                     | Abbruch der diplomatischen Beziehungen nach Anerkennung des Wang Jingwei-Regimes durch Deutschland im Juli 1941. Chen und die Mitarbeiter der Botschaft reisten infolge dessen in die Schweiz aus. Am 9. Dezember 1941 (nach dem japanischen Angriff auf Pearl Harbor) erklärte die Republik China Deutschland den Krieg. | Lin Sen         | Kabinett Hitler                | 9. Dez. 1941     |

## Diplomatische Vertreter des Mandschuko- und Wang-Jingwei-Regimes (1938–1945)
Das Mandschuko-Regime hatte ab Juni 1936 einen Handelskommissar namens Kato Hiyoshi in Berlin. Mit der Annahme des Akkreditierungsschreibens von Lü Yiwen entstand auch formal eine Parallelgesandtschaft.
| Ernannt / Akkreditiert | Name       | chinesisch | Bemerkung                                                                                           | ernannt von  | akkreditiert bei | Posten verlassen |
| ---------------------- | ---------- | ---------- | --------------------------------------------------------------------------------------------------- | ------------ | ---------------- | ---------------- |
| 12. Nov. 1938          | Lü Yiwen   | 呂宜文     | Gesandter, auch transkribiert als: Lue I-Wen, Lue-I-Wen, Lu-I-Wen, Lu I-Wen, Lü-I-Wen und Lü I-Wen. | Pu Yi        | Kabinett Hitler  | 1945             |
| Juli 1942              | Wang Deyin | 王德寅     | Konsul, Sohn von Wang Itang, auch transkribiert als Wang Teh-Yin                                    | Wang Jingwei | Kabinett Hitler  | 1945             |

## Vertreter der Republik China (Taiwan)
Nach dem Abbruch der diplomatischen Beziehungen 1941 entsandte die Republik China nach Kriegsende zwar 1945 eine Militärmission nach ins besetzte Berlin. Es kam jedoch nicht zu einer Wiederaufnahme der diplomatischen Beziehungen. Die Interessen der Republik China (Taiwan) werden stattdessen von den Taipei Wirtschafts- und Kulturbüros wahrgenommen, die in Deutschland den Namen „Taipeh Vertretung in der Bundesrepublik Deutschland“ tragen. Seit 2016 vertritt Jhy-Wey Shieh die Interessen Taiwans in Deutschland.

## Botschafter der Volksrepublik China

### Botschafter der Volksrepublik China in der DDR (1949–1990)

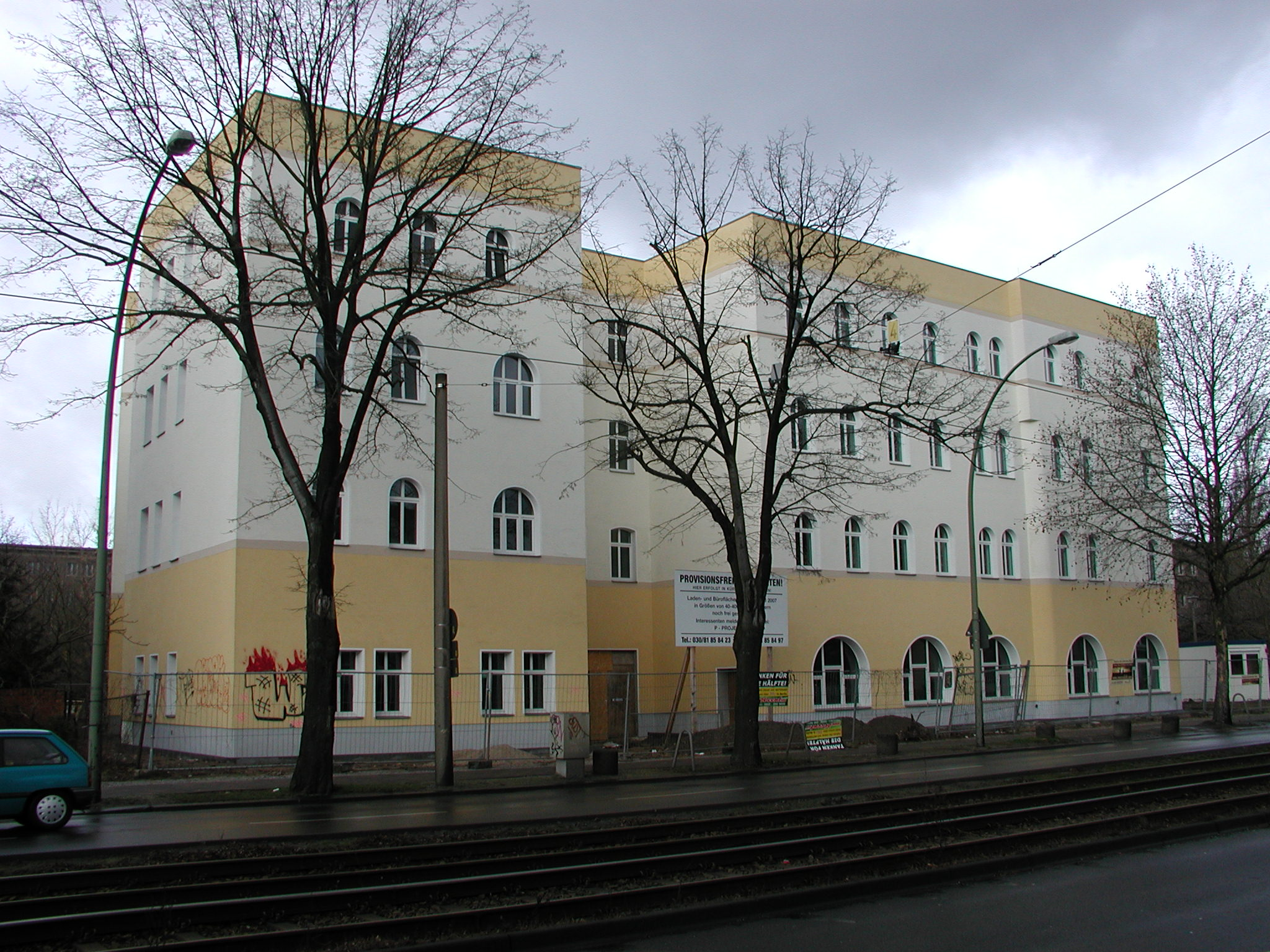
1952 bis 1973: Treskowallee (Hermann-Duncker-Straße) 26 in Berlin-Karlshorst

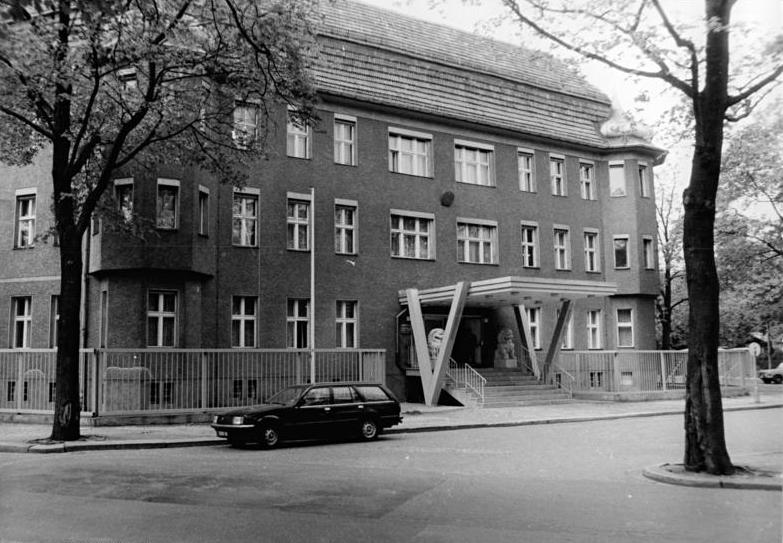
1973 bis 1990 Heinrich-Mann-Straße 9 in Berlin-Pankow

Die Deutsche Demokratische Republik (DDR) und die Volksrepublik China nahmen im Oktober 1949 – kurz nach Gründung der DDR – diplomatische Beziehungen auf, die bis zur deutschen Wiedervereinigung galten. Es gab zwei Standorte für die Botschaft.
- Ji Pengfei (1950–1955). Erster chinesischer Botschafter in der DDR, später Außenminister.[9]
- Wang Kuo-chuan (1957–?)[10] Wang war ab 1964 Botschafter in Polen.[11]

| Ernannt/Akkreditiert | Name          | chinesisch                       | Bemerkung                                                                                            | ernannt von   | akkreditiert während der Amtszeit von | Posten verlassen |
| -------------------- | ------------- | -------------------------------- | --- | ------------- | ------------------------------------- | ---------------- |
| 12. Okt. 1950        | Ji Pengfei    | 姬鹏飞                           | 1972–1974 Außenminister                                                                              | Mao Zedong    | Wilhelm Pieck                         | 1955             |
| 1955                 | Zeng Yongquan | 曾涌泉 (* 1902 in Hunan;† 1996)  | 1952–1955: Botschafter in Warschau, 1966: Botschafter in Bukarest.                                   | Mao Zedong    | Wilhelm Pieck                         | 1957             |
| 1957                 | Wang Guoquan  | 王国权 (* 1916 in Hunan;)        | 1964–1970: Botschafter in Warschau, 1973–1975: Botschafter in Canberra, 1977–1978 Botschafter in Rom | Mao Zedong    | Wilhelm Pieck                         | 1964             |
| 1964                 | Zhang Haifeng | 张海峰 (* 1910 in Hebei; † 1998) | 1969–1973: Botschafter in Bukarest, 1973–1978: Botschafter in Belgrad.                               | Liu Shaoqi    | Walter Ulbricht                       | 1967             |
| 1970                 | Song Zhiguang | 宋之光                           | 1972–1977: Ambassador to the Court of St James’s, 1982–1985 Botschafter in Tokio.                    | Dong Biwu     | Walter Ulbricht                       | 1972             |
| 1972                 | Peng Guangwei | 彭光伟                           | 1978–1981 Botschafter in Katmandu, 1981–1983: Botschafter in Belgrad.                                | Dong Biwu     | Walter Ulbricht                       | 1977             |
| 1978                 | Chen Dong     | 陈东                             | 1972–1977 Botschafter in Reykjavík                                                                   | Ye Jianying   | Erich Honecker                        | 1982             |
| 1982                 | Li Qiangfen   | 李强奋                           | 1972–1977 Botschafter in Lusaka                                                                      | Ye Jianying   | Erich Honecker                        | 1984             |
| 1984                 | Ma Xusheng    | 马叙生                           | 1988–1991 Botschafter in Belgrad                                                                     | Li Xiannian   | Erich Honecker                        | 1988             |
| 1988                 | Zhang Dake    | 张大可                           | 1985–1988 Botschafter in Prag, 1991–1993: Botschafter in Belgrad                                     | Yang Shangkun | Erich Honecker                        | 1990             |

### Botschafter der Volksrepublik China in der Bundesrepublik (1972–1990)
1. Wang Yutian (1973–1974). Wang war bereits 1951–1958 an der chinesischen Botschaft in Ost-Berlin.[13]
2. Wang Shu (1974–1976)[14]
3. Zhang Tong (1977–1982)[14]
4. An Zhiyuan (1983–1985)[14]
5. Guo Fengmin (1985–1988)[15]
6. Mei Zhaorong (1988–1997)[16]

### Botschafter der Volksrepublik China in Deutschland (seit 1990)
1. Lu Qiutian (1997–2001)[14]
2. Ma Canrong (2002–2009)[17]
3. Wu Hongbo (2009–2012)[18]
4. Shi Mingde (2012–2019)
5. Wu Ken (2019–2024)
6. Deng Hongbo (seit 2024)